# Chaîne éditoriale
Une chaîne éditoriale ou chaîne d'édition est la suite d'opérations (ou procédé industriel) par lequel un document rédigé par un auteur est transformé en document publiable et publié. Elle consiste à formater le document écrit, à élaborer des modèles de documents, et à effectuer les conversions de fichiers nécessaires. Elle s'occupe également du stockage et de la diffusion des documents.

## Usages
Pour rédiger un document personnel, une suite bureautique est largement suffisante. Mais lorsqu'une organisation doit gérer plus précisément sa production documentaire et la diffuser en de multiples formats ou en de larges volumes, une chaîne éditoriale devient indispensable.
La chaîne d'édition permet de normaliser le formatage de la production documentaire, de séparer la forme du fond et de supprimer définitivement le formatage manuel. On obtient alors des documents sources propres, uniformes, facilement manipulables par des outils informatiques, sans risque de perdre des données lors des traitements. Elle demande donc de former les rédacteurs aux bonnes pratiques de formatage, et de les dispenser de s'occuper de l'apparence des documents (ce qui leur permet en outre de se concentrer sur le contenu).
La chaîne d'édition permet une division stricte du travail entre la rédaction et la mise en forme. La mise en forme consiste à écrire des gabarits et des feuilles de style. Les gabarits permettent d'ajouter ou d'enlever des informations propres au format de sortie du document (par exemple ajouter des liens, des scripts, ou un logo aux pages html). Les feuilles de style à définir l'apparence et l'emplacement des éléments du document (police de caractère, interligne, etc.). Dans une certaine mesure, les feuilles de style peuvent remplacer certaines fonctionnalités des gabarits, mais les gabarits restent indispensables pour ajouter ou enlever des informations qui ne concernent pas l'affichage (nom du document, mots-clés, métadonnées...).
La chaîne d'édition permet la conversion des documents sources en documents cibles. Les documents sources doivent être facilement éditables par les rédacteurs, et bien sûr facilement convertibles dans la chaîne d'édition. Les documents cibles doivent être facilement lisibles sur les différents supports (navigateur, liseuse électronique, lecteur pdf, traitement de texte, papier...). La séparation des documents cibles et des documents sources permet d'appliquer la formule : « édité une fois, converti dans tous les formats ». Ainsi la mise à jour d'un document source se répercute sur tous les documents cibles correspondant.
Enfin la chaîne d'édition permet le stockage et la disponibilité des documents, cibles et sources. Elle fournit éventuellement des outils avancés comme des systèmes de gestion de contenu, de versions, d'utilisateurs et d'accès (lecture/écriture).

## Avantages
L'intérêt réside essentiellement dans le passage d'une organisation artisanale à une organisation industrielle de la production documentaire. Les volumes de documents peuvent être augmentés, la qualité améliorée et surtout la gestion est centralisée et automatisée. Si une organisation doit diffuser ses documents en de multiples formats et supports, une chaîne d'édition sera incomparablement moins chère et plus efficace qu'une solution purement bureautique.
Cependant, opposer bureautique et chaîne d'édition serait grandement exagéré. Si la chaîne d'édition peut gérer le format de fichier d'une suite bureautique, alors la suite bureautique peut être intégrée à la chaîne d'édition.
En résumé, les chaînes éditoriales apportent une réponse aux besoins suivants :
- produire dans différents formats de sorties sans dupliquer le contenu (publication multi-supports) ;
- faire respecter une charte graphique dans un environnement multi-auteur ;
- permettre une plus grande simplicité lors des mises à jour (que ce soit du contenu ou de la charte graphique) ;
- permettre aux auteurs de fournir un contenu sans maîtriser les technologies de publications.

## Composants
On peut distinguer les solutions intégrées qui comprennent tous les composants nécessaires à une chaîne d'édition ; les composants, qui, assemblés, donnent une chaîne d'édition plus ou moins complète.
| Programme                                              | Type                                                | Éditeur                                                                   | Site                      | Version                                 | Format de stockage | Formats de publication                                           | Langage        | Interface auteur     |
| ------------------------------------------------------ | --------------------------------------------------- | ------------------------------------------------------------------------- | ------------------------- | --------------------------------------- | ------------------ | ---------------------------------------------------------------- | -------------- | -------------------- |
| Scenari                                                | Solution intégrée (pouvant gérer plusieurs chaînes) | communauté scenari.org                                                    | Scenari                   | 6.0                                     | XML                | OpenOffice, HTML, SCORM, Flash, ...                              | Java           | XUL                  |
| Opale                                                  | Solution intégrée                                   | communauté scenari.org                                                    | Opale                     | 3.6                                     | XML                | OpenOffice, HTML (site web et diaporama), SCORM ...              | Java           | XUL                  |
| ChainEdit                                              | Solution intégrée                                   | Université de Rennes 1                                                    | ChainEdit                 | 3.0                                     | XML                | OpenOffice, PDF, HTML, SCORM 1.2 et 2004, Latex, MathML, Jaxe... | Java           | HTML                 |
| LibreOffice + Writer2Latex                             | Assemblage de composants                            | The Document Foundation (Pour LibreOffice) Enrik Just (Pour Writer2Latex) | LibreOffice, Writer2Latex | LibreOffice : 4.3, Writer2Latex : 1.5.1 | odt, ods           | pdf, LaTex, html, xhtml, html5, epub.                            | C++, XML, Java | LibreOffice          |
| BookType                                               | Solution intégrée (livres)                          | Sourcefabric                                                              | BookType                  | 1.6.1                                   | ???                | pdf, epub, odt, html, mobi.                                      | python         | ???                  |
| Métopes (Méthodes et outils pour l’édition structurée) | Ensemble d'outils et de méthodes                    | Université de Caen                                                        | Pôle Document Numérique   |                                         | XML                | XML TEI, PDF, EPUB                                               |                | Éditeur XML          |
| Lodel                                                  | CMS d'édition numérique                             | OpenEdition                                                               | Lodel                     |                                         | XHTML 1.0          | XML, PDF, EPUB                                                   | PHP            | HTML (interface web) |
| Quire                                                  | Solution basée sur un générateur de site statique   | the Getty                                                                 | Quire                     |                                         | Markdown, YAML     | HTML, EPUB, PDF                                                  | JavaScript, Go | Éditeur de texte     |